# Bentlawnt
Bentlawnt – wieś w Anglii, w hrabstwie Shropshire. Leży 20 km na południowy zachód od miasta Shrewsbury i 231 km na północny zachód od Londynu.